# Тетріцкарський муніципалітет
Тетріцкарський муніципалітет (груз. თეთრიწყაროს მუნიციპალიტეტი tetritsqaros municipʼalitʼetʼi) — муніципалітет Грузії, що входить до складу краю Квемо-Картлі. Знаходиться на півдні Грузії, на території історичних областей Нижня Картлія та Борчали. Адміністративний центр — Тетрі-Цкаро.

## Населення
Станом на 1 січня 2014 чисельність населення муніципалітету склала 21 127 мешканців.
| Грузини | Азербайджанці | Вірмени | Росіяни | Греки |
| 82,47%  | 7,33 %        | 7,31 %  | 1,31 %  | 0,88% |